# Звоник, Дан Русланович
Дан Русланович Звоник (14 июня 1996, Донецк — 29 апреля 2022, Мариуполь, Украина) — украинский спортсмен, чемпион Украины по кёкусинкай карате (2013), чемпион Кубка Мира по Кёкусинкай каратэ, чемпион Кубка Европы (IKO Sosai). Погиб в российском плену во время российского вторжения на Украину.

## Биография
Дан Звоник родился 14 июня 1996 года в Донецке. Занимался кёкусинкай карате. Тренировался у своего отца Руслана Николаевича Звоника. С 10 лет многократно занимал первые места на различных соревнованиях. В 2013 году стал чемпионом Украины по кёкусинкай карате. Также занял первое место на Кубке мира по ХонКиокушину каратэ, и стал чемпионом Кубка Европы (IKO Sosai).
В 2022 году после нападения российских войск на Украину он отправился на военную службу. 20 апреля пресс-служба Народной Милиции ДНР сообщила о том, что Звоник с четырьмя другими военнослужащими Украины принял предложение НМ ДНР и Вооружённых сил РФ о добровольной сдаче в плен, также закадровый голос на опубликованном видео с военнопленными обещал «сохранение жизни и соблюдение международных законов об обращении с пленными». Однако, через несколько дней российские военные прислали матери Звоника фото его изуродованного тела, на котором можно было заметить крупное отверстие в затылке. 1 мая 2022 года тело было передано матери. В российских СМИ его смерть описали как ликвидацию из-за «поддержки нацистских идей».

## Достижения
- 26 апреля 2014 года. Открытый всеукраинский турнир «Кубок Донбасса», Донецк — 1 место (- 70 кг)[1];
- 23 марта 2013 года. Чемпионат Украины, Луцк, IKO Matsushima — 1 место (16-17 лет, — 70 кг). Чемпион Украины[1];
- 6 апреля 2013 года. Чемпионат Киевской области, Вышгород, Kyokushinkan — 1 место (16-17 лет, до 70 кг) + приз «Лучший боец турнира»[1];
- 15 декабря 2012 года. Всеукраинский турнир, Херсон, IKO1 — 1 место (16-17 лет, до 70 кг) + приз за лучшую технику[1];
- 17 ноября 2012 года. Финал кубка Украины по киокушинкан карате, Тернополь — 1 место (16-17 лет, до 70 кг)[1];
- 12-13 мая 2012 года. Сентеш (Венгрия), Кубок Мира по ХонКиокушин карате — 1 место (15-16 лет, до 70 кг)[1];
- 23 марта 2012 года. Чемпионат Украины, Луцк, IKO Matsushima — 2 место (14-15 лет, + 60 кг). Серебряный призёр Украины[1];
- 23 марта 2012 года. Кубок Европы, Киев, IKO Sosai — 1 место (14-15 лет, до 70 кг)[1];
- 25-26 февраля 2012 года. Чемпионат России, IKO Matsushima — 1 место (14-15 лет, + 60 кг)[1];
- 3-4 декабря 2011 года. Первое Первенство мира, Москва 14-15 лет, до 65 кг — 2-место[1];
- 19 ноября 2011 года. Открытое первенство Донецкой области — 1 место (14-15 лет, + 60 кг)[1];
- 17 сентября 2011 года. Кубок Европы Европы, Мукачево 15-16 лет, до 70 кг — 1-место[1];
- 24 октября 2010 года. Открытый кубок Донбасса (1-место 14-15 лет, свыше 60 кг)[1];
- 2010 год. Открытый кубок Луганской области (14-15 лет 1-место до 60 кг)[1];
- 2010 год. Чемпионат Донецкой области (1-место 1996—1997 годы. свыше 60 кг)[1];
- 25 октября 2009 года. Открытый кубок Донбасса (1-место 12-13 лет, свыше 50 кг)[1];
- 12 апреля 2009 года. Международный турнир, Алушта — 1-место (12-13 лет до 50 кг)[1];
- 21 марта 2009 года. Открытый чемпионат Херсонской области (3-место 12-13 лет, до 45 кг)[1];
- 2009 год. Чемпионат Донецкой области (3-место 1996—1997 годы. 50-60 кг)[1];
- 16-17 декабря 2006 года. Открытый чемпионат Херсонской области (1-место 10-11 лет, до 35 кг)[1];
- 20-21 апреля 2007 года. Открытый чемпионат Херсонской области (1-место 10-11 лет, до 35 кг)[1];
- 7 октября 2007 года. Открытое первенство Херсонской области (1-место 10-11 лет, до 35 кг)[1].